# Eucereon complicatum
Eucereon complicatum är en fjärilsart som beskrevs av Butler 1877. Eucereon complicatum ingår i släktet Eucereon och familjen björnspinnare. Inga underarter finns listade i Catalogue of Life.